# Клітнянська сільська рада
Клітнянська сільська рада — колишня адміністративно-територіальна одиниця та орган місцевого самоврядування у Малинському районі Житомирської області Української РСР з адміністративним центром у селі Клітня.

## Населені пункти
Сільській раді на час ліквідації були підпорядковані населені пункти:
- с. Клітня
- с. Іванівка

## Населення
У 1931 році чисельність населення сільської ради становила 791 особу.

## Історія та адміністративний устрій
Створена 1941 року в складі сіл Клітня і Янишівка (згодом — Іванівка) Будо-Вороб'ївської та Різнянської сільських рад Малинського району Житомирської області.
Станом на 1 вересня 1946 року сільська рада входила до складу Малинського району Житомирської області, на обліку в раді перебували села Іванівка та Клітня.
Ліквідована 11 серпня 1954 року, відповідно до указу Президії Верховної ради Української РСР «Про укрупнення сільських рад по Житомирській області», територію та населені пункти приєднано до складу Будо-Вороб'ївської сільської ради Малинського району Житомирської області.